# Baltasar Jaime Martínez de Compañón
Baltasar Jaime Martínez de Compañón y Bujanda (Cabredo, 10 de enero de 1737-Santafé de Bogotá, 17 de agosto de 1797), fue un religioso español, obispo de Trujillo en el Virreinato del Perú.

## Biografía
Martínez de Compañón nació en Cabredo, Navarra, y estudió Derecho religioso en las universidades de Huesca y Zaragoza antes de obtener su licenciatura en la Universidad de Oñate en Guipúzcoa en 1759, y su doctorado, también en Oñate, en 1763. Fue ordenado sacerdote en 1761. En 1766, se desempeñó como asesor del Santo Oficio en Madrid. En 1768 fue nombrado chantre de la catedral de Lima. Luego en 1780 nombrado obispo de la Arquidiócesis de Trujillo, la cual solía abarcar los actuales departamentos de Amazonas, Cajamarca, La Libertad, Lambayeque, Loreto, Piura y San Martín. Entre 1780 y 1790, realizó la visita pastoral de su diócesis y escribió sus experiencias en el texto conocido como Truxillo del Perú o Códice Martínez Compañón.
Estos textos de su estancia en Perú se guardan en los archivos españoles, peruanos y colombianos, con datos históricos sobre el pasado prehispánico: las idolatrías, descripciones de las poblaciones, economía y múltiples aspectos de la vida cotidiana. Durante sus viajes fue coleccionando objetos arqueológicos y etnográficos. En 1788 envió una variada y valiosa colección de cerámica a Carlos III, parte de la cual se conserva actualmente en el Museo de América de Madrid. En la Real Biblioteca de Madrid se guardan numerosas acuarelas descriptivas del área y sus habitantes, mandadas realizar por él. El obispo reunió un total de nueve volúmenes, con 1.411 láminas y 20 partituras musicales, que fueron enviados a Carlos IV, quien las incluyó en la citada biblioteca en 1803. En 1791 tomó posesión del cargo de arzobispo de Santa Fe hasta su muerte en Santa Fe de Bogotá en 1797. Su cuerpo esta enterrado en la cripta de los arzobispos de la Catedral Primada de Colombia.

## Lista de Martínez de Compañón
Las lista de Martínez de Compañón (1782-1790) es una breve lista que compiló el obispo, que contiene de 43 términos en diferentes lenguas habladas en su diócesis, junto con su traducción al quechua y al español. Dicha lista es un documento esencial para comprender la situación etnográfica y lingüística del noroeste del Perú antes de la conquista. La lista contiene términos en las siguientes nueve lenguas: castellano, quechua, yunga, sechura, colán, catacaos, culli, hivito y cholón. Este listado es prácticamente todo cuanto tenemos como testimonio de alguna de estas lenguas americanas.